# هوغو فيرنانديز
هوغو فيرنانديز (2 فبراير 1945 - 1 أغسطس 2022)، هو لاعب ومدرب كرة قدم من الأوروغواي. ولد في العاصمة مونتفيدو، كان يلعب كمدافع.

## وصلات خارجية
- هوغو فيرنانديز على موقع Soccerway.com (الإنجليزية)
- هوغو فيرنانديز على موقع عالم كرة القدم.نت (الإنجليزية)
- J.League Data Site (باليابانية)